# Malte Mohr
Malte Mohr (Bochum, 27 giugno 1986) è un astista tedesco.

## Progressione

### Salto con l'asta
| Stagione | Risultato | Luogo       | Data      | Rank. Mond. |
| -------- | --------- | ----------- | --------- | ----------- |
| 2013     | 5,86 m    | Roma        | 6-6-2013  | 4º          |
| 2012     | 5,91 m    | Ingolstadt  | 22-6-2012 | 3º          |
| 2011     | 5,85 m    | Taegu       | 29-8-2011 | 4º          |
| 2010     | 5,90 m    | Aquisgrana  | 1-9-2010  | 3º          |
| 2009     | 5,80 m    | Soest       | 24-5-2009 | 5º          |
| 2008     | 5,70 m    | Liegi       | 16-7-2008 | 23º         |
| 2007     | 5,31 m    | Colonia     | 3-6-2007  |             |
| 2006     | 5,71 m    | Liegi       | 19-7-2006 | 23º         |
| 2005     | 5,30 m    | Potsdam     | 29-8-2011 |             |
| 2003     | 4,81 m    | Lüdenscheid | 10-8-2003 |             |

### Salto con l'asta indoor
| Stagione | Risultato | Luogo       | Data      | Rank. Mond. |
| -------- | --------- | ----------- | --------- | ----------- |
| 2014     | 5,90 m    | Berlino     | 1-3-2014  | 2º          |
| 2013     | 5,81 m    | Zweibrücken | 9-3-2013  | 5º          |
| 2012     | 5,87 m    | Karlsruhe   | 26-2-2012 | 4º          |
| 2011     | 5,86 m    | Potsdam     | 19-2-2011 | 3º          |
| 2010     | 5,83 m    | Lipsia      | 13-2-2010 | 3º          |
| 2009     | 5,75 m    | Lipsia      | 21-2-2009 | 11º         |
| 2008     | 5,61 m    | Düsseldorf  | 8-2-2008  | 36º         |
| 2007     | 5,30 m    | Leverkusen  | 13-1-2007 |             |
| 2007     | 5,30 m    | Dessau      | 21-1-2007 |             |
| 2006     | 5,50 m    | Leverkusen  | 5-2-2006  | 51º         |

## Palmarès
| Anno | Manifestazione  | Sede       | Evento           | Risultato      | Prestazione | Note |
| ---- | --------------- | ---------- | ---------------- | -------------- | ----------- | ---- |
| 2009 | Europei indoor  | Torino     | Salto con l'asta | 10º            | 5,65 m      |      |
| 2009 | Mondiali        | Berlino    | Salto con l'asta | 14º            | 5,50 m      |      |
| 2010 | Mondiali indoor | Doha       | Salto con l'asta | Argento        | 5,70 m      |      |
| 2010 | Europei         | Barcellona | Salto con l'asta | 17º            | 5,50 m      |      |
| 2011 | Europei indoor  | Parigi     | Salto con l'asta | Bronzo         | 5,71 m      |      |
| 2011 | Mondiali        | Taegu      | Salto con l'asta | 5º             | 5,85 m      |      |
| 2012 | Mondiali indoor | Istanbul   | Salto con l'asta | 4º             | 5,75 m      |      |
| 2012 | Europei         | Helsinki   | Salto con l'asta | 4º             | 5,77 m      |      |
| 2012 | Giochi olimpici | Londra     | Salto con l'asta | 8º             | 5,50 m      |      |
| 2013 | Europei indoor  | Göteborg   | Salto con l'asta | Bronzo         | 5,76 m      |      |
| 2013 | Mondiali        | Mosca      | Salto con l'asta | 5º             | 5,82 m      |      |
| 2014 | Mondiali indoor | Sopot      | Salto con l'asta | Argento        | 5,80 m      |      |
| 2014 | Europei         | Zurigo     | Salto con l'asta | Qualificazione | dns         |      |

## Altre competizioni internazionali
2009
- Campionati europei a squadre di atletica leggera ( Leiria)

2011
- Campionati europei a squadre di atletica leggera ( Stoccolma)